# Bolivia en los Juegos Olímpicos de Atlanta 1996
Bolivia estuvo representada en los Juegos Olímpicos de Atlanta 1996 por un total de 8 deportistas, 6 hombres y 2 mujeres, que compitieron en 5 deportes.
El portador de la bandera en la ceremonia de apertura fue el atleta Policarpio Calizaya. El equipo olímpico boliviano no obtuvo ninguna medalla en estos Juegos.